# Stephen R. Bradley

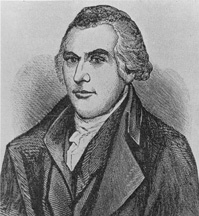
Stephen R. Bradley

Stephen Row Bradley (* 20. Februar 1754 in Wallingford, Colony of Connecticut; † 9. Dezember 1830 in Walpole, New Hampshire) war ein US-amerikanischer Politiker. Er war einer der beiden ersten US-Senatoren für den Bundesstaat Vermont.

## Soldat, Jurist und Staatspolitiker
Stephen Bradley entstammte einer prominenten Familie Neuenglands. Seine Vorfahren waren zu Beginn des 17. Jahrhunderts aus England ausgewandert. Nachdem er seine Kindheit in Wallingford verbracht hatte, studierte er in Yale und machte dort 1775 seinen Abschluss. Danach kämpfte er auf amerikanischer Seite im Unabhängigkeitskrieg, in dessen Verlauf er vom Captain bis zum Colonel aufstieg.
1779 zog Bradley nach Vermont. Er studierte dort die Rechtswissenschaften und begann in seinem Wohnort Westminster als Jurist zu praktizieren. Schnell wurde er ein bekannter Bürger der Stadt und übernahm mehrere Ämter auf lokaler Ebene wie das des Staatsanwalts im Cumberland County, aus dem 1781 das Windham County entstand. 1783 wurde er Bezirksrichter; ab 1785 saß er für mehrere Jahre als Abgeordneter im Repräsentantenhaus von Vermont, wobei er dort anfangs auch als Speaker der Kammer fungierte. Zu diesem Zeitpunkt war Vermont noch kein US-Bundesstaat, sondern als Republik Vermont formal unabhängig.

## US-Senator
In den 1780er-Jahren war Bradley außerdem Richter am Superior Court von Vermont sowie als Vermittler in einem Grenzstreit mit New Hampshire tätig. Nach dem Beitritt zur Union am 4. März 1791 wurden er und Moses Robinson von der Staatslegislative zu den beiden ersten US-Senatoren des neuen Bundesstaates gewählt. Im Kongress zählte Bradley zur regierungskritischen Anti-Administration-Fraktion, aus der später die Demokratisch-Republikanische Partei hervorging. 1794 trat er zur Wiederwahl an, unterlag aber dem Föderalisten Elijah Paine.
Nachdem er in der Folge wieder in Westminster als Jurist gearbeitet und dem dortigen Stadtrat angehört hatte, kehrte Bradley am 15. Oktober 1801 als Nachfolger des zurückgetretenen Elijah Paine in den Senat zurück. Er verblieb dort als Mitglied der Democratic Republicans nach einer Wiederwahl bis zum 3. März 1813. Während dieser Zeit übte er vom 14. Dezember 1802 bis zum 16. Oktober 1803 sowie noch einmal vom 28. Dezember 1808 bis zum 8. Januar 1809 das Amt des Präsidenten pro tempore aus.
Nach dem Ende seiner Zeit im Senat lebte Bradley wieder in Westminster, ehe er sich 1818 in Walpole zur Ruhe setzte, wo er im Jahr 1830 verstarb. Sein Sohn William war ebenfalls politisch tätig und gehörte von 1813 bis 1815 sowie von 1823 bis 1827 für Vermont dem Repräsentantenhaus der Vereinigten Staaten an. Seine Tochter Adeline war von 1818 bis zu ihrem Tod 1822 mit dem angehenden Kinderbuchschriftsteller Samuel Griswold Goodrich verheiratet.